# Ashland (Pennsilvània)
Ashland és una població dels Estats Units a l'estat de Pennsilvània. Segons el cens del 2000 tenia 3.283 habitants.

## Demografia
Segons el cens del 2000, Ashland tenia 3.283 habitants, 1.437 habitatges, i 863 famílies. La densitat de població era de 728,5 habitants per quilòmetre quadrat.
Per edats la població es repartia de la següent manera: un 21,1% tenia menys de 18 anys, un 8,1% entre 18 i 24, un 27,0% entre 25 i 44, un 23,4% de 45 a 60 i un 20,4% 65 anys o més.
L'edat mediana era de 41 anys. Per cada 100 dones de 18 o més anys hi havia 90,0 homes.
La renda mediana per habitatge era de 27.234 $ i la renda mediana per família de 34.688 $. Els homes tenien una renda mediana de 30.500 $ mentre que les dones 20.920 $. La renda per capita de la població era de 15.036 $. Entorn de l'11,1% de les famílies i el 12,8% de la població estaven per davall del llindar de pobresa.

## Poblacions més properes
El següent diagrama mostra les poblacions més properes.